# Flodblindhet
Onchocerciasis, även känt som flodblindhet och Robles sjukdom, är en infektionssjukdom som orsakas av den parasitiska rundmasken Onchocerca volvulus. Symptomen innefattar svår klåda, knölar eller knotor under huden, samt blindhet. Det är den näst vanligaste infektiösa orsaken till blindhet. Den vanligaste är trakom.
Parasiten sprids genom bett från knott av knottarter i släktet Simulium. Vanligen krävs många bett innan infektionen uppstår. Knott lever nära floder, vilket gett sjukdomen sitt namn. Väl inne i en människa kommer rundmasken att föröka sig och bilda larver, som arbetar sig ut till huden. Larver som nått huden kan infektera nästa knott som biter personen. Det finns ett antal sätt att ställa diagnos, bland annat: genom att lägga en hudbiopsi i vanlig koksaltlösning för att invänta att larven tar sig ut, genom att titta in i ögat efter larver, och genom att undersöka innehållet i knölarna under huden efter vuxna maskar.
Det finns inget vaccin mot sjukdomen. Prevention sker genom att undvika bett från knotten. Det kan efterlevas genom användning av insektsmedel och lämplig klädsel. Försök att utrota sjukdomen genom behandling av hela grupper av människor, två gånger per år, sker i ett antal områden i världen. Behandling av de som smittats sker via medicinering med ivermectin varje sex till tolv månader. Denna behandling dödar larven men inte den fullvuxna masken. Medicinering med doxycyclin har ihjäl den associerade bakterien Wolbachia, vilket verkar försvaga masken och rekommenderas ytterligare av vissa. Borttagning av knölarna i huden kan även göras med hjälp av kirurgi.
Kring 17 till 25 miljoner människor är smittade av flodblindhet, med cirka 0,8 miljoner som drabbats av någon form av synnedsättning. De flesta infektioner sker i subsahariska Afrika, även om fall också rapporterats i Jemen och isolerade delar av Centralamerika och Sydamerika. År 1915, kopplade läkaren Rodolfo Robles för första gången masken till ögonsjukdomen.